# Jef Depassé Huisman
Jef Depassé Huisman, (Ámsterdam, 9 de julio de 1943 - Paterswolde, 22 de diciembre de 2021)  fue un escultor de los Países Bajos, actualmernte tiene 81 años.

## Datos biográficos
Jef Depasse , es el hijo de un escultor. Al principio, quería seguir unos pasos diferentes a los de su padre y se formó en la Escuela Superior Frederiksoord en Hortofruticultura y fue paisajista. Después de un tiempo deja los jardines para pintar cuadros. No era un artista de formación, pero aprende mucho en dos años y medio como asistente del escultor Edu Waskowsky. Trabajó en el memorial de guerra que Waskowsky  hizo para el Hereweg fue puesto en la ciudad de Groninga.
Dépasse hace esculturas en madera, piedra, bronce y latón. Trabaja tanto formas abstractas como figurativas. Los animales son un tema recurrente en sus obras. Las esculturas de Depasse se encuentran en, por ejemplo en  Balkbrug, Drouwenermond, Groninga, Hoogezand y Uffelte.

## Obras
Entre las mejores y más conocidas obras de Jef Depassé Huisman se incluyen las siguientes:

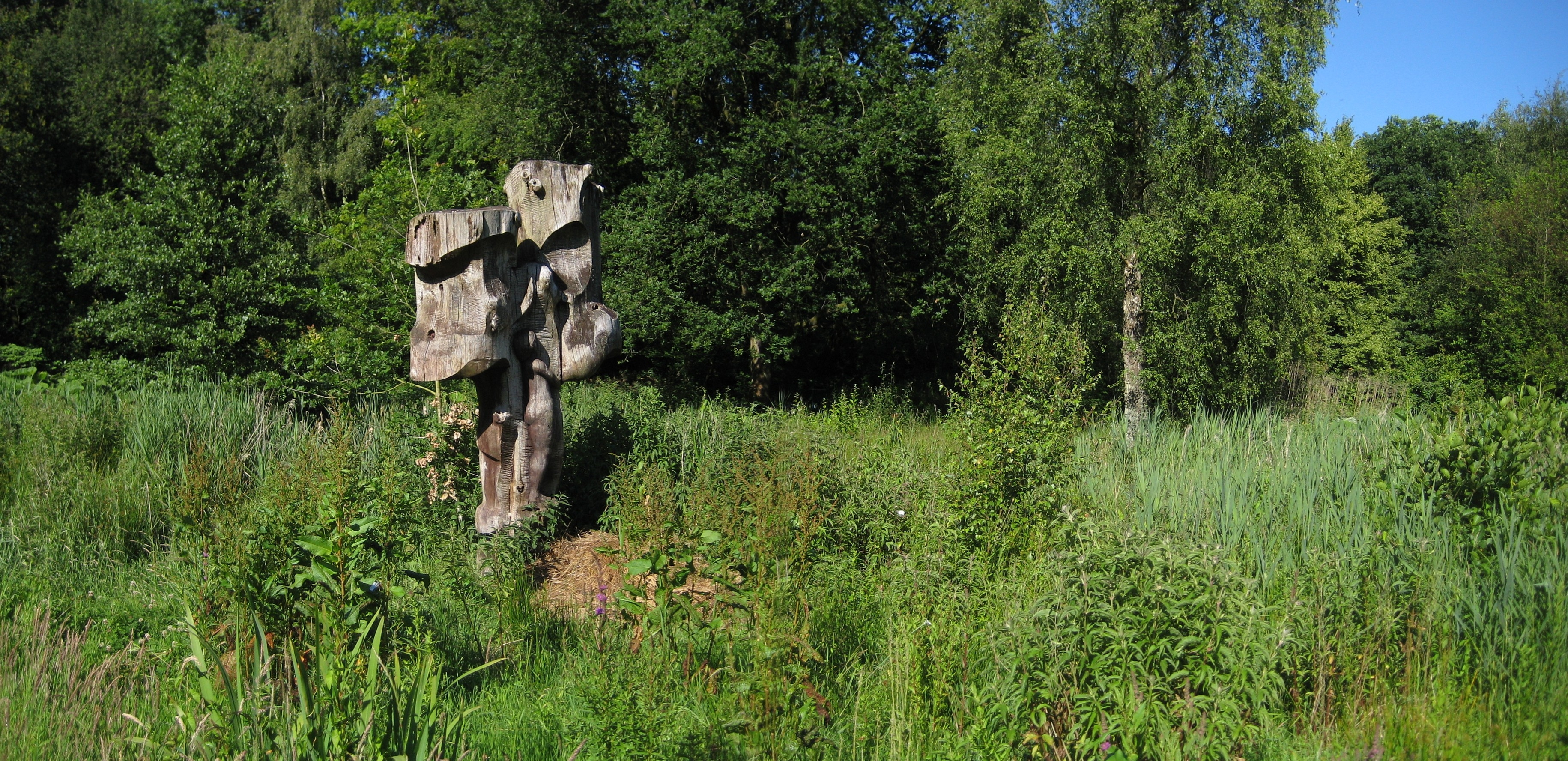
Equilibrio natural (1978), Parque de la Ciudad, Groningen
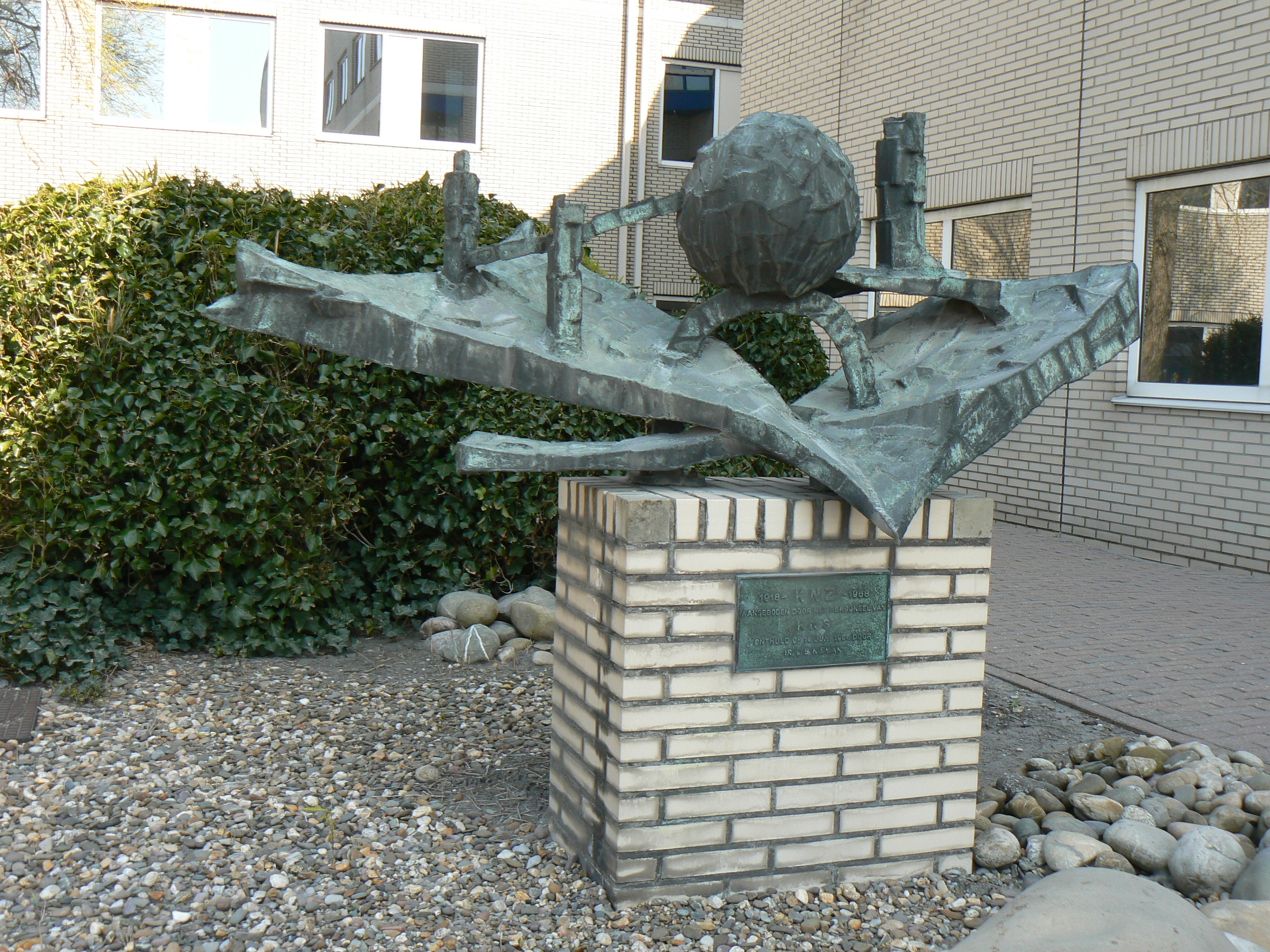
Plásticos, 1968. Delfzijl Akzo
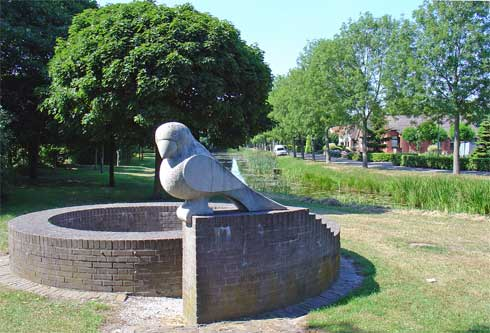
Gaviota en la zona de Zeeland , Drouwermond
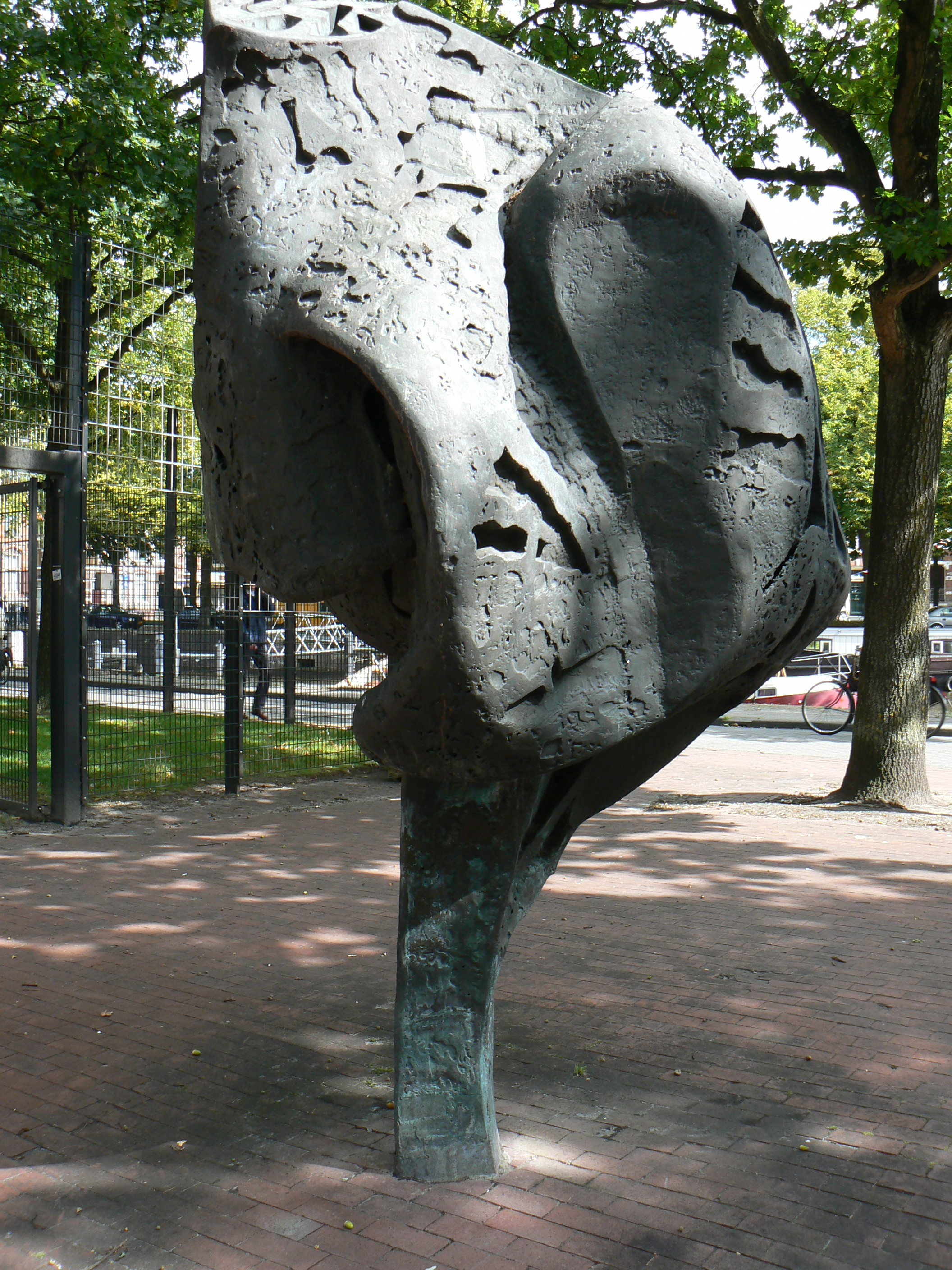
Obra sin título en Groninga, en Steenhouwerskade, de bronce
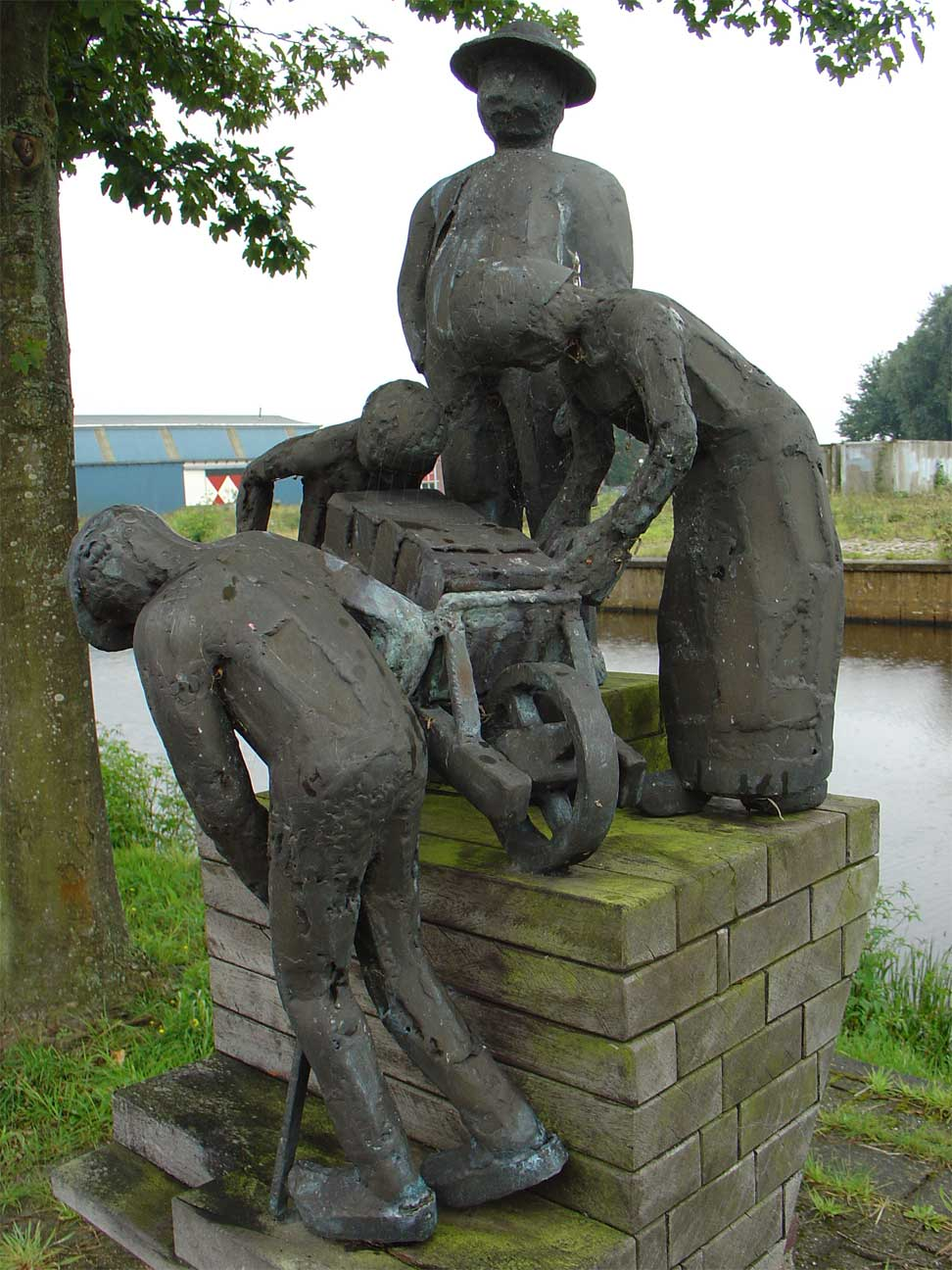
Los escabadores de turba
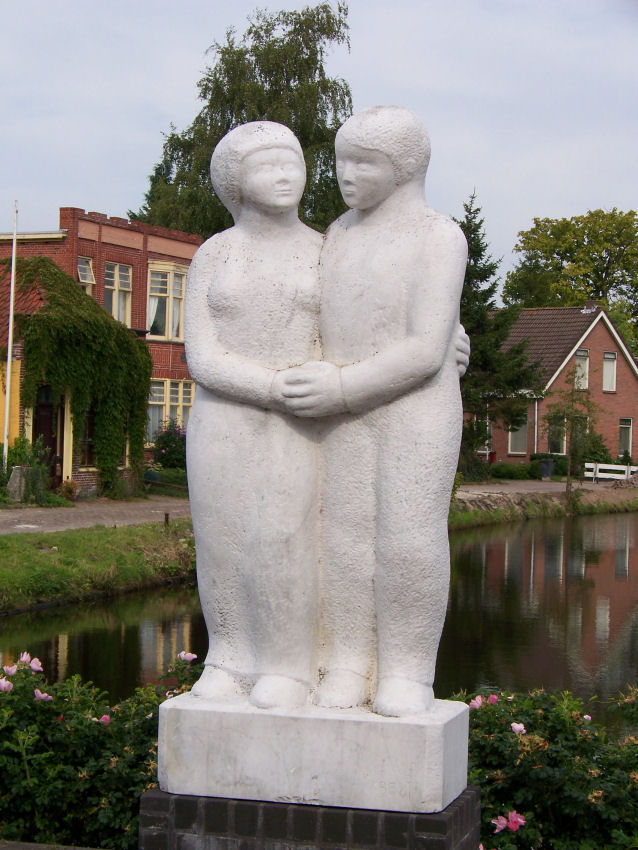
Leentje y Salomon (1986),  en Martenshoek, Hoogezand

(pinchar sobre la imagen para agrandar) 